# Marcel Légaut
Marcel Légaut né le 27 avril 1900 à Paris et mort le 6 novembre 1990 à Avignon, normalien, agrégé et docteur en mathématiques, exerça comme professeur à l'université de Rennes de 1927 à 1939. Il changea ensuite radicalement de vie pour s'établir dans la Drôme (France) comme agriculteur et berger. C'est également un chercheur spirituel qui écrivit de nombreux livres.

## Biographie
Marcel Légaut naît le 27 avril 1900 à Paris où il fait ses études secondaires au lycée Montaigne, au lycée Carnot, puis au collège Chaptal en 1917. En 1918, il est admis à Polytechnique, dont il démissionne, car il veut être professeur. Il entre en 1919 à l’École Normale Supérieure de la rue d’Ulm où il rencontre Fernand Portal, avec lequel il aura ensuite une relation suivie.
Après avoir été reçu à l’agrégation en 1921, il soutient une thèse de mathématiques au Collège de France en 1924.
En 1923-1924, il est agrégé-préparateur à la rue d’Ulm. Il mène la vie d’un moine laïc et pense à la prêtrise.
En 1927, il est nommé maître de conférences en mathématiques et professeur de mécanique rationnelle à l’université de Rennes, dont il deviendra professeur titulaire en 1934.
Le 2 septembre 1939, il est mobilisé comme lieutenant et nommé capitaine d’une batterie antiaérienne dans les Ardennes, puis muté à l’État-major de l’Armée de l’air.
L’Académie française lui décerne le prix Constant-Dauguet en décembre 1939 pour trois de ses ouvrages.
En 1940, après sa démobilisation, il épouse Marguerite Rossignol et s’installe avec elle dans un hameau isolé sur la commune de Lesches-en-Diois, les Granges, dans l’intention de retrouver des racines en pratiquant la culture et l’élevage de moutons et d’en vivre.
De 1940 à 1942, il exerce un double métier, paysan aux Granges et professeur à la faculté des sciences de Lyon, puis se met en congé de l’université en 1942.
Il tente de convaincre l’Éducation nationale de parfaire les études des universitaires en alternant vie à la campagne et vie en ville, mais renonce en 1947.
En 1952, il achète et s’installe à l’abbaye de Valcroissant près de Die (Drôme) pour que ses six enfants puissent suivre une scolarité dans de bonnes conditions.
En 1967, il achète et restaure une ancienne magnanerie à Mirmande, qui va devenir un centre de rencontre et de réflexion. Ce centre a poursuivi son activité après son décès.
En 1970, parait chez Aubier sous le titre Introduction à l’intelligence du passé et de l’avenir du christianisme, le premier tome d’un livre résultant des réflexions élaborées pendant ses heures de solitude auprès de son troupeau, qui devait s’intituler : L’accomplissement humain. Le deuxième tome, L’homme à la recherche de son humanité, qui aurait dû paraître avant le premier, est publié en 1971. Ces livres reçurent un accueil inattendu car ils répondaient aux aspirations d’un public chrétien éveillé par le concile Vatican II.
En 1976, il est invité par Jacques Chancel à son émission Radioscopie sur Radio-France.
Il meurt le 6 novembre 1990 à la gare routière d’Avignon et est inhumé aux Granges.

## La pensée de Marcel Légaut
Profondément croyant, il est l'héritier des courants de pensée qui se sont développés dans le monde catholique en France, avant et pendant Vatican II. Contemporain d'Yves Congar, de Marie-Dominique Chenu et de bien d'autres, il n'est pas à proprement parler théologien. En marge de l'Église officielle, mais s'en réclamant, il a plutôt exercé un ministère d'influence dans des cercles d'intellectuels chrétiens.
Il a développé une pensée originale, voire utopique, à propos de l'avenir de la communauté paroissiale (entre autres), dans les sociétés urbaines où les vocations religieuses diminuent de façon constante. Il ne propose pas vraiment de solutions à la crise des vocations. Il met simplement l'homme Jésus au centre de la communauté qui se rassemble en son nom pour célébrer l'Eucharistie et dire sa foi.
Devenu paysan, il est rejoint l’été par ses anciens amis et ils réfléchissent ensemble, tout en travaillant à la ferme et aux installations d’accueil. Marcel Légaut a une vie très réglée : 8 à 9 heures de travail de ferme par jour, vie familiale avec ses enfants, une heure de silence face à la nature, prière dans sa chambre, étude de l’Évangile. Il accueille les gens de passage et participe à la vie paroissiale (le dimanche, la famille descend à Luc-en-Diois pour la messe). Vie simple, mais culturellement riche : on écoute Bach et Mozart, on danse du folklore, on lit et relit des livres de base.
Vers 1960, il décide pour se comprendre, d’écrire sur sa vie intérieure, mais comme il perçoit que les mots de la vie de l’Église ont perdu de leurs sens et de leurs poids, il veut décrire la vie du chrétien en rapport avec ce qu’il connaît du vécu de Jésus de Nazareth. Il va écrire comment rencontrer Dieu en soi par Jésus sans employer le vocabulaire chrétien, avec les exigences d’un scientifique et la vie intérieure d’un Jean de la Croix. Il va s’appuyer sur les étapes essentielles de la vie : l’amour conjugal, la paternité et le sens du sérieux de la vie qu'il nomme « Foi en Soi ». Il va se comparer à Jésus pour découvrir sa faiblesse, qu'il nomme « Carence d’être ». Il va découvrir sa vocation, sa « Mission », en regardant comment Jésus découvre la sienne. Il regarde vivre en lui Jésus à travers les Évangiles lus et analysés. Jésus qui se découvre, avec la volonté de revenir à l’essentiel de la vie religieuse authentique dans son peuple juif, face à sa vocation découverte avec sa prière intense avec son Père, en opposition de plus en plus intense avec les responsables religieux juifs. Il se voit appelé à rassembler un peuple de pauvres disponibles, de pécheurs qui écoutent. Jésus découvre sa communion intime, son unité avec Dieu son Père. Il arrive à suggérer à ses apôtres « qui le voit, voit le Père ». Marcel Légaut veut nous faire faire ce même itinéraire. « Dieu est Amour » : le niveau du vécu d’amour de Jésus est révélateur du Vrai Dieu. Il écrira dix livres sur ce sujet et passera son temps de retraite à voyager à travers la France pour expliquer sa pensée, à prier avec des religieux et faire mieux vivre l’Église qu'il désigne comme étant « Sa Mère, sa croix ». Car Marcel Légaut aime profondément l’Église. Il ne veut pas se séparer des sources de la foi malgré les critiques de l’Église vis-à-vis de sa démarche. Il étudie comment les apôtres et les Pères de l'Église ont construit l’Église occidentale avec le ferment de ce que fut Jésus et les civilisations juives, grecques et romaines. Marcel Légaut voulait que l’Église laisse faire la même démarche à l’Afrique, l’Amérique et l’Asie. Il voulait qu'eux aussi puissent créer une Église authentique et originale en toute liberté et fidélité à Jésus.

## Œuvres
- Prières d'un croyant, Grasset, 1933
- La Condition chrétienne, Grasset, 1937
- La Communauté humaine, Aubier, 1938
- Travail de la foi, Le Seuil, 1962 (réédité par Desclée de Brouwer en 1988 et 2008)
- Introduction à l'intelligence du passé et de l'avenir du christianisme, Aubier, 1970 (réédité en 1997 par A.C.M.L)
- L'Homme à la recherche de son humanité, Aubier, 1971
- Débat sur la foi, avec François Varillon, Desclée de Brouwer, 1972
- Vivre pour être, Aubier, 1974
- Questions à...Réponse de Marcel Légaut, Aubier, 1975
- Mutation de l'Église et Conversion personnelle, Aubier, 1975
- Patience et Passion d'un croyant, entretien avec Bernard Feillet, Centurion, 1975 (réédition revue et corrigée en 1990 chez Desclée de Brouwer)
- Intériorité et Engagement, Aubier, 1977
- Prières d'homme, Aubier, 1978
- Deux Chrétiens en chemin, avec François Varillon, Aubier, 1978
- Méditations d'un chrétien du XXe siècle, Aubier, 1983
- Croire à l'Église de l'avenir, Aubier, 1985
- Un homme de foi et son Église, Desclée de Brouwer, 1988
- Vie spirituelle et Modernité. Entretiens ultimes avec Thérèse de Scott, Centurion-Duculot, 1992